# Alternate reality game
Alternate reality game, forkortet ARG, er en genre af spil med platform i virkeligheden. Det fortæller en historie ved brug af flere medier fra virkeligheden, bl.a. telefoner, websideer, tv, mv.
Genren opererer typisk på en præmis om ikke at vedkende sig at det er et spil, en filosofi der inden for genren kaldes ”TING” (This Is Not A Game). Dette opnås blandt andet ved at lade handlingen udspille sig på en blanding af ”ægte” sider og sider kreeret specielt til spillet.
En af de første ARG’er der fik fat i mange mennesker var The Beast der blev lanceret i sammenhæng med filmen A.I i 2001. 
Genren bliver stadig brugt som fremstød for kommercielle spil, film og serier, bl.a. har tv-serien Lost per januar 2008 afviklet to alternate reality-spil, kaldet Lost Experience og Find 815.
Af danske ARG’er kan blandt andet nævnes Augusta Lund Mysteriet som foregik på DR’s ungdomscommunity SKUM i sommeren 2008 